# Barontus und Desiderius
Barontus (Barontius) (französisch Baronce, italienisch Baronto, Baronzio) und Desiderius (französisch Dizier, italienisch Desiderio) sind zwei Einsiedler des achten Jahrhunderts, die in der katholischen Kirche als Heilige verehrt werden. Sie lebten als Einsiedler in der Nähe von Pistoia, Italien.
Nach der aus dem 11./12. Jahrhundert stammenden Vita war Barontus identisch mit einem gleichnamigen fränkischen Edelmann aus Berry, der mit seinem Sohn als Mönch in Saint-Pierre de Longoret (Longoreto, Longoretum, Lonrey) (Erzbistum Bourges), heute als Kloster von Saint-Cyran-du-Jambot bekannt, lebte.

## Visio Baronti Monachi Longoretensis
Einem als Visio Baronti Monachi Longoretensis bekannten, ungefähr 4700 Wörter langen, auf den 25. März 678 oder 679 datierten und Barontus selbst zugeschriebenen Text zufolge, hatte Barontus ungefähr im Jahr 678 eine Vision, in der er sowohl den Himmel als auch die Hölle schaute.
Barontus erzählt, er sei in einen tiefen Schlaf gefallen und habe eine Vision gehabt, in der er von zwei Dämonen angegriffen wurden, die in würgten, bissen und in die Hölle führen wollten. Doch der Erzengel Raphael, kommt ihm zu Hilfe und erhebt ihn in Richtung Himmel. Auf dem Weg dahin überfliegen sie das eigene Kloster sowie das Kloster Millebecus und Barontus wird von einer zweiten Gruppe von Dämonen angegriffen. Nach Erreichen der ersten Himmelstüre begleitet Raphael Barontus auf einer Reise durch vier Ebenen des Himmels.  Barontus trifft Menschen, die er kannte, darunter auch Mönche aus dem eigenen Kloster, Longoreto.  Raphael bittet einen anderen Engel, Petrus zu holen, damit dieser sein Urteil über Barontus fällen kann.
Die Dämonen bringen ihre Anschuldigungen gegen Barontus vor, wobei sie alle Sünden durchgehen, die er seit seiner Kindheit begangen hatte, einschließlich derer, die er vollständig vergessen hat. Vor allem habe er illegitimerweise drei Frauen gehabt und oftmals Ehebruch begangen. Doch Petrus verlangt von den Dämonen, Barontus loszulassen: Das Gute, das er getan habe und die Tatsache, dass er seine Sünden gebeichtet und gebüßt habe, wiege das Böse auf. Die Dämonen wollen aber nicht nachgeben. Erzürnt macht sich Petrus daran, sie mit den drei Schlüsseln, die er in der Hand hält, zu schlagen. Doch bevor es dazu kommt, fliehen die Dämonen. Petrus entscheidet dann, Barontus auf dem Umweg durch die Hölle, wo er die Qualen der verurteilten Seelen betrachten kann, zurück zur Erde zu schicken.
Nachdem er aus seinem Schlaf erwacht, wird er darum gebeten, seine Vision zu erzählen.

## In Pistoia
Diese Vision führte Barontus – so die Vita – zu dem Entschluss, Einsiedler zu werden. Zusammen mit Desiderius, der ebenfalls Mönch war, lässt er sich in der Nähe von Pistoia nieder. Sie lebten dort ein sehr einfaches Leben und fanden auch Schüler, die sich ihnen anschlossen.
Die Sterbedaten der beiden sind unsicher. Ihre Namen werden im Martyrologium Romanum aufgeführt. Als ihr Gedenktag wird dort der 26. März angegeben. Die Bollandisten geben den 25. März an.